# 素描

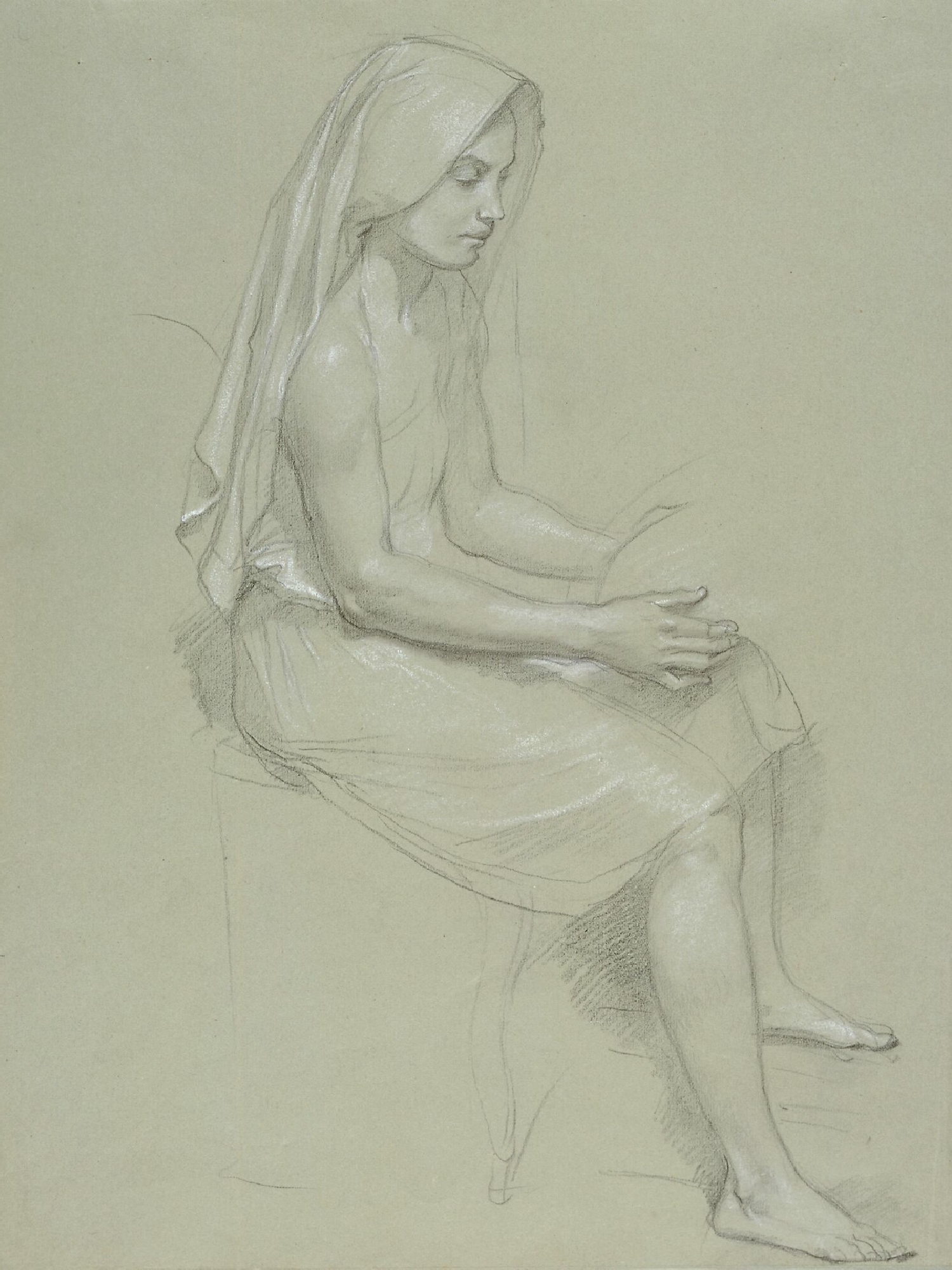
ウィリアム・アドルフ・ブグローによる素描

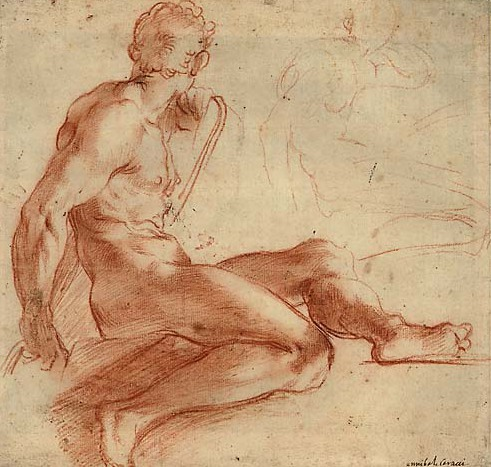
アンニーバレ・カラッチ（1560–1609）による素描

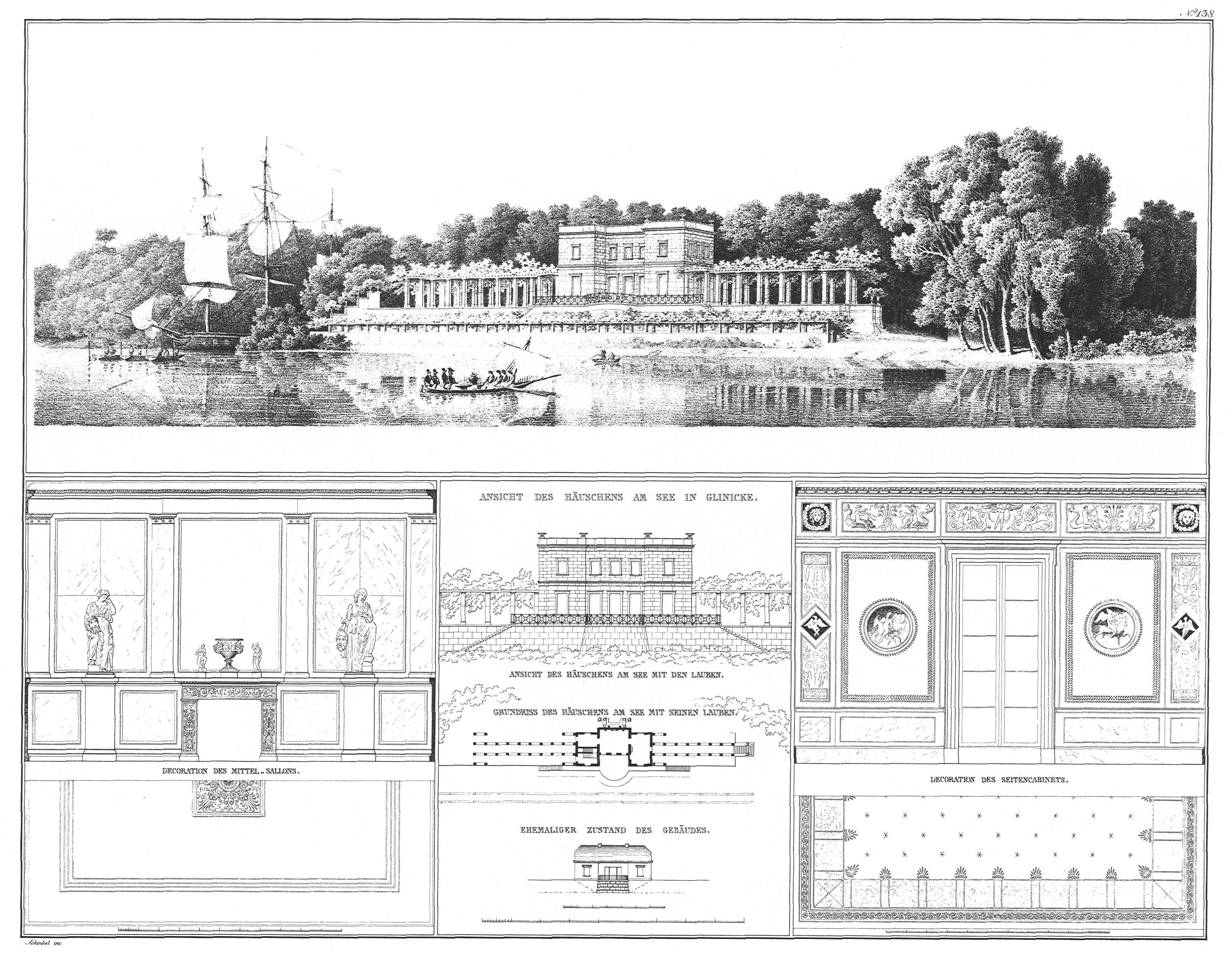
宮殿建築のための素描

素描（そびょう、すがき）、デッサン（フランス語: dessin）、ドローイング（英語: drawing）とは、物体の形体、明暗などを平面に描画する美術の制作技法、過程、あるいは作品のこと。これに準ずるものを指す場合もある。
これについては後述する。

## 概要
一般に、ペン、鉛筆、木炭、パステル、コンテなどが用いられ、輪郭線によって対象の視覚的特徴をつかむことが目的となる。したがって、輪郭線そのものの強弱や太さなどが、主題的となる。対象に見える陰影や固有色、質感、などをハッチングなどによって描き出すこともある。
古代において、線彫や木炭によるデッサンは、呪術的な意味を持っていた。ルネサンス時代には、絵画や彫刻、建築の試作方法として大いに用いられるようになる。また、近代の銅版画やリトグラフの線描や日本の浮世絵の影響を受けた様式も現在では存在する。
日本のデッサンに比べ、西洋のデッサン及び西洋に倣ったデッサンは線的に描く場合であっても、形体表現が基礎に据えられ明暗の表現を尊重し描かれる。これは単に明暗の比例、尺度を写そうとする活動という意味ではなく、線の効果が明暗の表現を担うということである。然れども、古代西洋の絵画は比較的線的である。デッサンは、簡便な絵画の試作・下絵であるだけでなく、絵画の基本的な習熟の手続きとして今日でも尊重される。『デッサンの技法』で著者小磯良平は、非具象や抽象絵画が、具象絵画にとってかわり、その為にデッサンを必要としないと捉える人たちが現れ、デッサンを軽蔑する人たちさえ居るとしている。しかし、ヨーロッパでも日本でも、非具象の第一線で活躍している人たちが皆、自らの若い時代には、デッサンの勉強に打ち込んでいたことを指摘し、デッサンの重要性を説いている。その後、様々な変化があったものの現在でも、デッサンを尊重する流れは続いている。挿絵としてのイラストレーションとは区別される。

### 類語と付随的意味
絵具で面を塗る ペインティング（英語: painting）（フランス語: peinture）とは対照的な分類。
面的な描画を含む制作を含む、鉛筆画や木炭デッサン
、パステル画などを、「デッサン」と呼ぶ場合も少なくない。
比較的古い表現として下絵を意味する場合もある。美術以外の分野では比喩表現として蓋然的記述や計画を指す場合もある。

### 素描技能
通常の人体を描いた時に、右手と左手の長さが極端に違っているようにしか描き出せないとき、それはしばしば不適切とされ、「デッサンが狂っている」などと言われる。描き手が思ったとおりに描き出せているか視覚的に検証、判断できる能力はデッサンの能力である。意図通りに描けないことと（例えば）通俗と異なる描画を意図的に為すことの異同をわきまえることが肝要である。
デッサンは通常モノトーンの表現であり、多色の場合も色彩表現に主眼は無い。このことから、白から黒の幅による表現である訳だが、これを明度の表現であるというのは全くの誤解である。過去のデッサンを見て分かる様に、固有の明度(、固有の色)の表現と明るさの両立が絵画の基本であり、色彩に惑わされない明度の把握に有利なことから、この基本的な法則の理解と表現の把握にデッサンはしばしば使われる。
実在感を具えた絵画に求められる描画や観察、検証の技能、手順や技法の熟知を、広い意味で「デッサン」と呼ぶ。他方デフォルメなどと言うように、デッサンも絵画的表現である以上、強調、変形、単純化、抽象化などの操作が主立って意義を持つことは大いにあり得る。既存の迫真的な絵画の全てがこれらの操作と無縁でないことからもその不可避性がわかる。
当然これが不可避であるとしても、その操作を少なく見積もる活動が無意味だという結論が論理的に帰結するわけではない。少ないか多いかでその操作の意義が失われるとは限らない。色彩表現にあるように、少ないからこそ有効という場合もある。
写真の存在を以って写実的な絵画を否定する一般の論者は、このことを考慮しているとは考え難い。写真の存在によって迫真的な絵画表現を否定するの見解を肯定的に主張する場合に、ある種の再現性の不足から無意味とするのであれば、その他の観点が眼中にないと考えられるからである。肉眼の視覚と写真のような光学像による平面的な造形との相違はその実在性であり、絵画は写真のような光学的な造形よりも、人間の視覚に肉薄出来る。この相違は決定的である。
写実的な絵画を制作する画家や写真を使用する作家たちは、しばしばこのことを強調する。他方で、その対極にあるような作家は、一般のこの誤解を悪用し論難するのに利用する場合もある。フォトリアリズムの一大ムーブメントが過去のものとなった現在でも、これらの事情が正確に認知されているとは言えず、ホックニー『秘密の知識』のような公告的な表現を用いた著書が出版されているという現状がある。

## 描画材料による分類
描画に用いる主要材料に従って木炭デッサン、鉛筆デッサン、描く対象によって静物デッサン、人物デッサン、石膏デッサンなどという。
素描に使用される道具は多岐に亘り、一般的な黒鉛筆・木炭の他にペン、色鉛筆、パステル、コンテ、フェルトペン、クレヨン、ブラシ、擦筆、スタイラスなどに使用例がある。描き込む素材には紙の他、板紙、皮、キャンバス、板が使用される。

### 木炭デッサン
木炭デッサンとは木炭と、木炭紙と呼称される特有の表面を具えた紙を使用する。

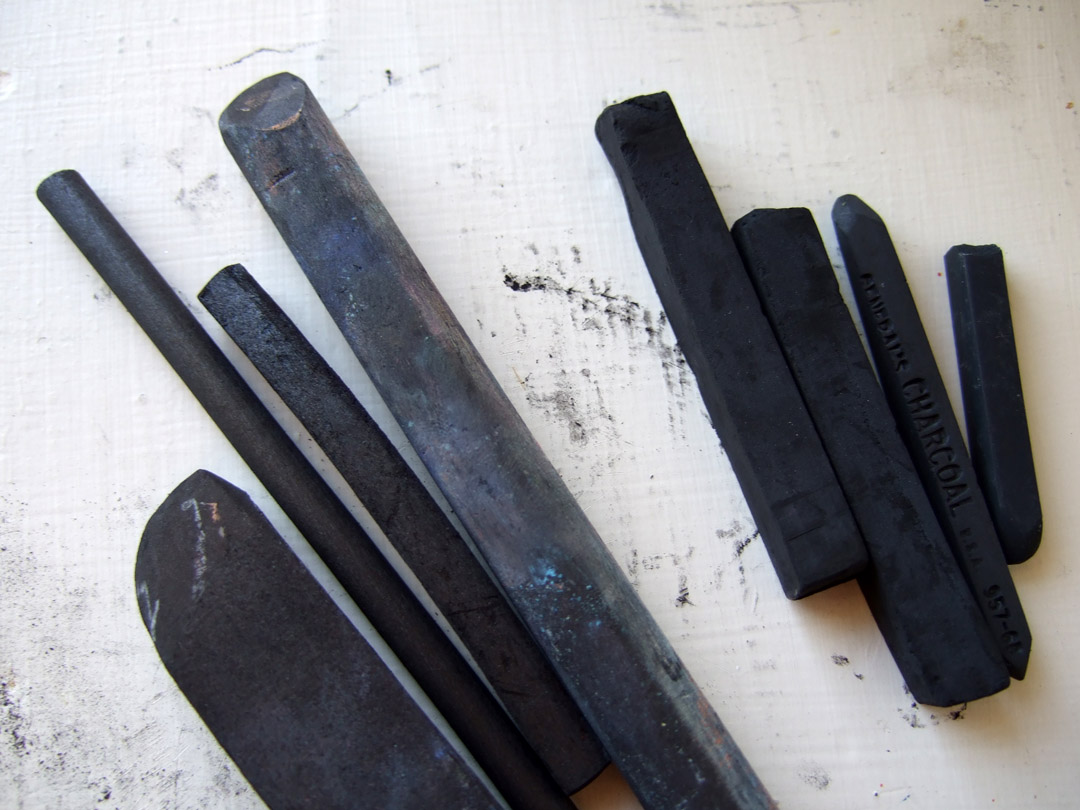
木炭

デッサン用木炭は、原料とする樹木の種類、産地、収穫時期など、加工の差などによって性質には差が生じ、一様に同じものにはならない。湿気ていると性質が変化し良くないとされている。数種類の木炭を好む者もいる。伊研が大手筋であり、ヤナギ、高熱ヤナギ、ミズキ、クワがよく使われる。
デッサン用木炭には木材の芯がそのまま残っているものがあり、芯が描画の際に邪魔になることがある。この芯を予め取り除くことを「芯抜き」と呼称する。
描画が全て済んだ場合、フィキサチーフ（定着液）で木炭を固定させる必要がある。

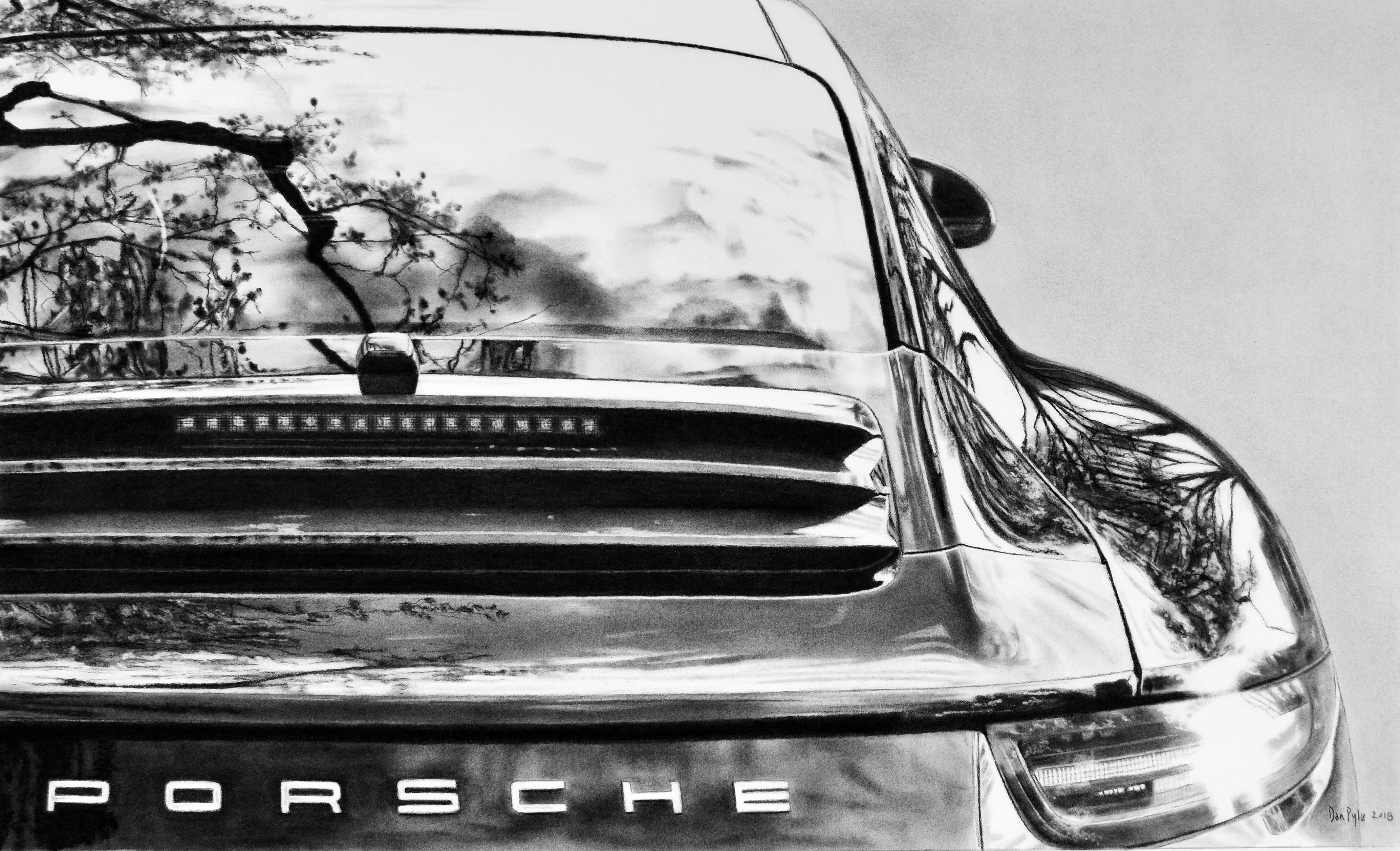
ダン・パイルによるスーパーリアリズム作品

### 鉛筆デッサン
鉛筆デッサンとは鉛筆を使用したデッサンである。
鉛筆の硬度の種類には、9H〜2H・H・F・HB・B・2B〜8Bなどがある。これ以外の種類もあるが、中央あたりのものが一般的で、10Hなどは殆ど使用されない。メーカーやシリーズによって、テクスチャー、色合い、描画感、強度などに差がある。支持体は、画用紙やTMKポスター紙、白象紙、ケント紙など、様々な紙が用いられる。

### 補注
1. ↑  技術的には反射率や分光反射率として知られる
2. ↑  照明の明るさや物体の向きなどで変化する
3. ↑  ここでの「画用紙」は広義ではなく狭義の専用紙を指す